# John Prince Gilbert
John Albert „Prince“ Gilbert (* 2. November 1958 in New Orleans, Louisiana; † 15. Dezember 2024) war ein US-amerikanischer Jazzmusiker (Saxophon, auch Gesang), der lange Jahre in den Blasmusik-Paraden von New Orleans aktiv war.
Gilbert, der auch den Spitznamen „The Crawfish Purger of Treme! Man“ trug, gehörte ab den 1980er-Jahren verschiedenen Street Bands in New Orleans an. Ab circa 1988 spielte er in der von Kermit Ruffins, Philip und Keith Frazier gegründeten Rebirth Jazz Band (Recorded Live at Tipitina’s New Orleans), außerdem in den Brassbands Hot 8, New Birth und Treme Brass Band. Im Bereich des Jazz war er laut Tom Lord zwischen 1988 und 1992 an vier Aufnahmesessions beteiligt. Zu hören ist er auch mit seinem Sohn Orlando Gilbert auf der EP A Crescent City Connection. Weitere Aufnahmen entstanden mit der Funk/Soul-Band Bo Dollis & The Wild Magnolias (I’m Back … At Carnival Time!, Rounder Records, 1990), mit der er 1991 auf dem Montreux Jazz Festival konzertierte.
Er starb am 15. Dezember 2024 an einem Herzinfarkt.

## Diskographische Hinweise
- The ReBirth Brass Band: Feel Like Funkin' It Up (Rounder, 1990)
- The ReBirth Brass Band: ReBirth Kickin' It Live! (Rounder, 1991)
- The ReBirth Brass Band: Take It to the Street (Rounder, 1993)